# Asesinato de Joanna Yeates
Joanna Clare Yeates (Hampshire, Inglaterra; 19 de abril de 1985 - Bristol, Inglaterra; 17 de diciembre de 2010) fue una joven británica de 25 años, arquitecta paisajista de profesión, que desapareció del piso que compartía con su pareja, en una casa grande en Bristol, el 17 de diciembre de 2010, después de una velada con amigos. Tras un llamamiento muy publicitado para obtener información sobre su paradero y una intensa investigación policial, su cuerpo fue descubierto una semana después, el día de Navidad, en Failand, North Somerset. El examen post mortem determinó que fue estrangulada.
La investigación por asesinato fue uno de los trabajos policiales más importantes jamás emprendidos en el área de Bristol. El caso dominó la cobertura de noticias en el Reino Unido alrededor del período navideño cuando la familia de Yeates buscó ayuda del público a través de servicios de redes sociales y conferencias de prensa. Se ofrecieron recompensas por valor de 60 000 libras esterlinas por cualquier información que condujera a los responsables de la muerte de Yeates. La policía inicialmente sospechó y arrestó a Christopher Jefferies, el casero de Yeates, que vivía en otro apartamento en el mismo edificio. Posteriormente fue puesto en libertad sin cargos, pero la prensa lo vilipendió.
Vincent Tabak, un ingeniero arquitectónico neerlandés de 32 años y vecino de Yeates, ocupante de un tercer apartamento en el edificio en el que vivía, fue arrestado el 20 de enero de 2011. La atención de los medios en ese momento se centró en la filmación de una recreación de su desaparición para la BBC. Después de dos días de interrogatorio, Tabak fue acusado el 22 de enero de 2011 del asesinato de Yeates. El 5 de mayo, se declaró culpable del homicidio involuntario de Yeates, pero negó haberla asesinado. Su juicio comenzó el 4 de octubre; fue declarado culpable de asesinato el 28 de octubre y condenado a cadena perpetua con una pena mínima de 20 años.
La naturaleza de los informes de prensa sobre aspectos del caso dio lugar a procedimientos legales contra varios periódicos del Reino Unido. Jefferies entabló una acción por difamación contra ocho publicaciones por la cobertura de su arresto, lo que resultó en el pago de daños sustanciales. Por su parte, los diarios The Daily Mirror y The Sun fueron declarados culpables de desacato al tribunal por informar de noticias que podrían perjudicar el juicio.
Se llevó a cabo un servicio conmemorativo para Yeates en la iglesia parroquial en el suburbio de Bristol donde ella vivía; su funeral tuvo lugar cerca de la casa familiar en Hampshire. Se planearon varios monumentos, incluido uno en un jardín que había estado diseñando para un nuevo hospital en Bristol.

## Trasfondo y desaparición
Joanna Clare Yeates nació el 19 de abril de 1985 en el condado de Hampshire (Inglaterra), hija de David y Teresa Yeates. Fue educada en una escuela privada en Embley Park, cerca de Romsey. Yeates estudió para su Advanced Level en Peter Symonds College y se graduó con un título en arquitectura paisajista por el Writtle College. Recibió su diploma de posgrado en arquitectura del paisaje por la Universidad de Gloucestershire.
En diciembre de 2008, Yeates conoció al arquitecto Greg Reradon, entonces de 25 años, que trabajaba para la firma Hyland Edgar Driver en Winchester. Iniciaron una relación sentimental y se mudaron a vivir juntos en 2009, estableciéndose en Bristol cuando la compañía se mudó allí. Yeates luego cambió de trabajo para trabajar en Building Design Partnership en la ciudad. Yeates y Reardon se mudaron a un apartamento ubicado en 44 Canynge Road, una casa grande que se había subdividido en varios de esos apartamentos, en el suburbio de Clifton en octubre de 2010.

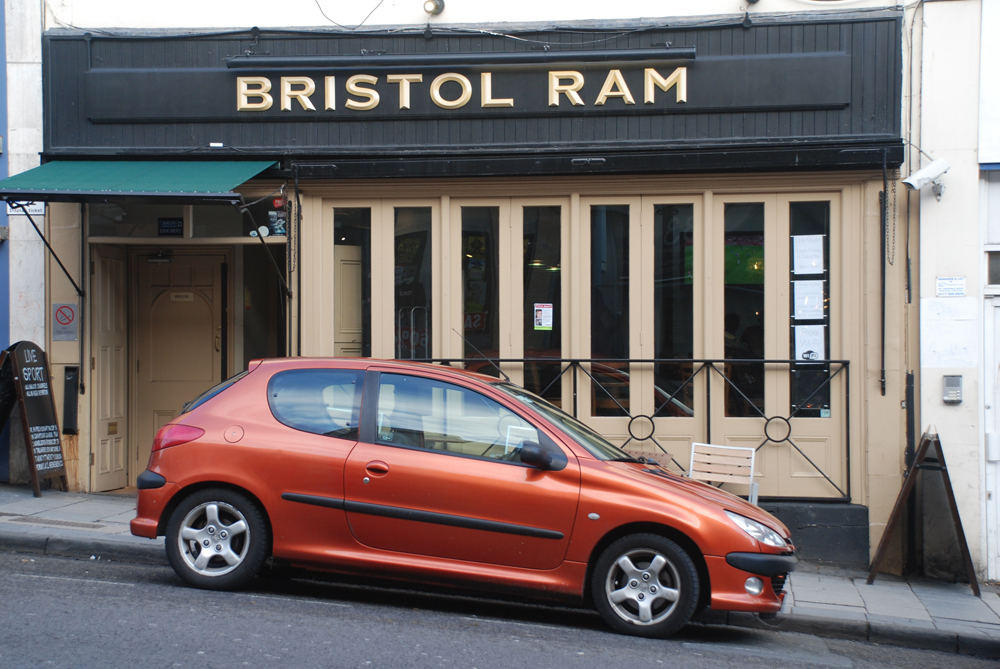
El pub Bristol Ram, donde Yeates fue vista por última vez por sus colegas.

Aproximadamente a las 20 horas del domingo 19 de diciembre de 2010, Reardon regresó a casa de una visita de fin de semana a Sheffield y encontró a Yeates ausente de su apartamento. Reardon había intentado comunicarse con ella por teléfono y mensajeado, pero sin éxito. Mientras esperaba su regreso, Reardon volvió a llamarla, pero su teléfono móvil sonó en un bolsillo de su abrigo, que aún estaba en el piso. Encontró que su bolso y llaves también estaban en el piso. Ya pasada la medianoche, Reardon se comunicó con la policía y los padres de Yeates para informar de su desaparición.
Los investigadores determinaron que Yeates había pasado la noche del 17 de diciembre de 2010 con sus colegas en el pub Bristol Ram en Park Street, saliendo alrededor de las 20 horas para comenzar la caminata de 30 minutos a casa. Les dijo a sus amigos que no estaba deseando pasar el fin de semana sola, ya que sería el primero en el piso sin Reardon; así, planeaba pasar su tiempo cocinando para preparar una fiesta que la pareja haría la semana siguiente y haciendo sus compras para Navidad.
Yeates fue visto por las cámaras de circuito cerrado de televisión (CCTV) alrededor de las 20:10 horas saliendo de un supermercado de Waitrose sin comprar nada. Llamó a su mejor amiga, Rebecca Scott, a las 20:30 horas para concertar una reunión en Nochebuena. La última grabación conocida de Yeates la hizo comprando una pizza en una sucursal de Tesco Express alrededor de las 20:40 horas. También había comprado dos pequeñas botellas de sidra en un local cercano.

## Búsqueda, llamamiento público y descubrimiento del cuerpo
Los amigos de Reardon y Yeates crearon un sitio web y utilizaron los servicios de las redes sociales para ayudar a buscarla. El 21 de diciembre de 2010, los padres de Yeates y Reardon hicieron un llamamiento público para que regresara sana y salva en una conferencia de prensa policial En otra conferencia de prensa, transmitida en vivo el 23 de diciembre por Sky News y BBC News, el padre de Yeates comentó sobre su desaparición: "Creo que fue secuestrada después de llegar a su piso [...] No tengo idea de las circunstancias del secuestro por lo que quedó atrás [...] Estoy seguro de que ella no habría salido sola dejando todas estas cosas atrás y se la llevaron a alguna parte". Los detectives no encontraron ni rastro de la pizza que había comprado, ni de su empaque. Ambas botellas de sidra fueron encontradas en el piso, una de ellas parcialmente consumida. Como no había evidencia de entrada forzada o lucha, los investigadores comenzaron a examinar la posibilidad de que Yeates pudiera haber conocido a su secuestrador.
El 25 de diciembre, un cuerpo completamente vestido fue encontrado en la nieve por una pareja que paseaba a sus perros por Longwood Lane cerca de un campo de golf y junto a la entrada de una cantera en Failand, aproximadamente a 4,8 km de su casa. El cuerpo fue declarado por la policía como el de Yeates. Reardon y la familia de la joven visitaron el lugar del descubrimiento el 27 de diciembre. David Yeates dijo que a la familia "se le había dicho que se preparara para lo peor" y expresó su alivio por la recuperación del cuerpo de su hija. Los preparativos del funeral se retrasaron ya que los investigadores retuvieron el cuerpo. El patólogo Nat Carey consintió en la liberación del cuerpo el 31 de enero de 2011.

## Investigación
La investigación, denominada "Operación Braid", comprendió a 80 detectives y personal civil bajo la dirección del inspector jefe detective Phil Jones, un oficial superior de la principal unidad de investigación de delitos de la Policía de Avon y Somerset. Se convirtió en una de los operativos policiales más grandes en la historia. Jones instó al público a presentar cualquier información para ayudar a atrapar al asesino, especialmente a los posibles testigos que se encontraban en las cercanías de Longwood Lane en Failand en el período antes de que se descubriera el cuerpo de Yeates. Afirmó que la investigación buscaba al conductor de un "vehículo 4x4 de color claro" para interrogarlo.
Jones dijo que los agentes habían sido "inundados con miles de llamadas" y estaban "agotando cada pista y vía que [se les] proporcionaban". La policía examinó más de 100 horas de imágenes de vigilancia junto con 293 toneladas de basura incautada en el área alrededor del apartamento de Yeates. Crime Stoppers ofreció una recompensa de 10 000 libras por información que condujera al arresto y condena de su asesino, mientras que el periódico The Sun llegó a subir hasta una recompensa de 50 000 libras. Las autoridades aconsejaron a las personas que viven en el área que aseguren sus hogares y advirtieron a las mujeres que no caminen solas después del anochecer. Hablando el 29 de diciembre sobre la investigación del asesinato, el padre de Yeates dijo: "Me temo que quienquiera que haya hecho esto nunca se entregará, pero vivimos con la esperanza de que la policía atrape al responsable".

### Análisispost mortemy primeras consultas

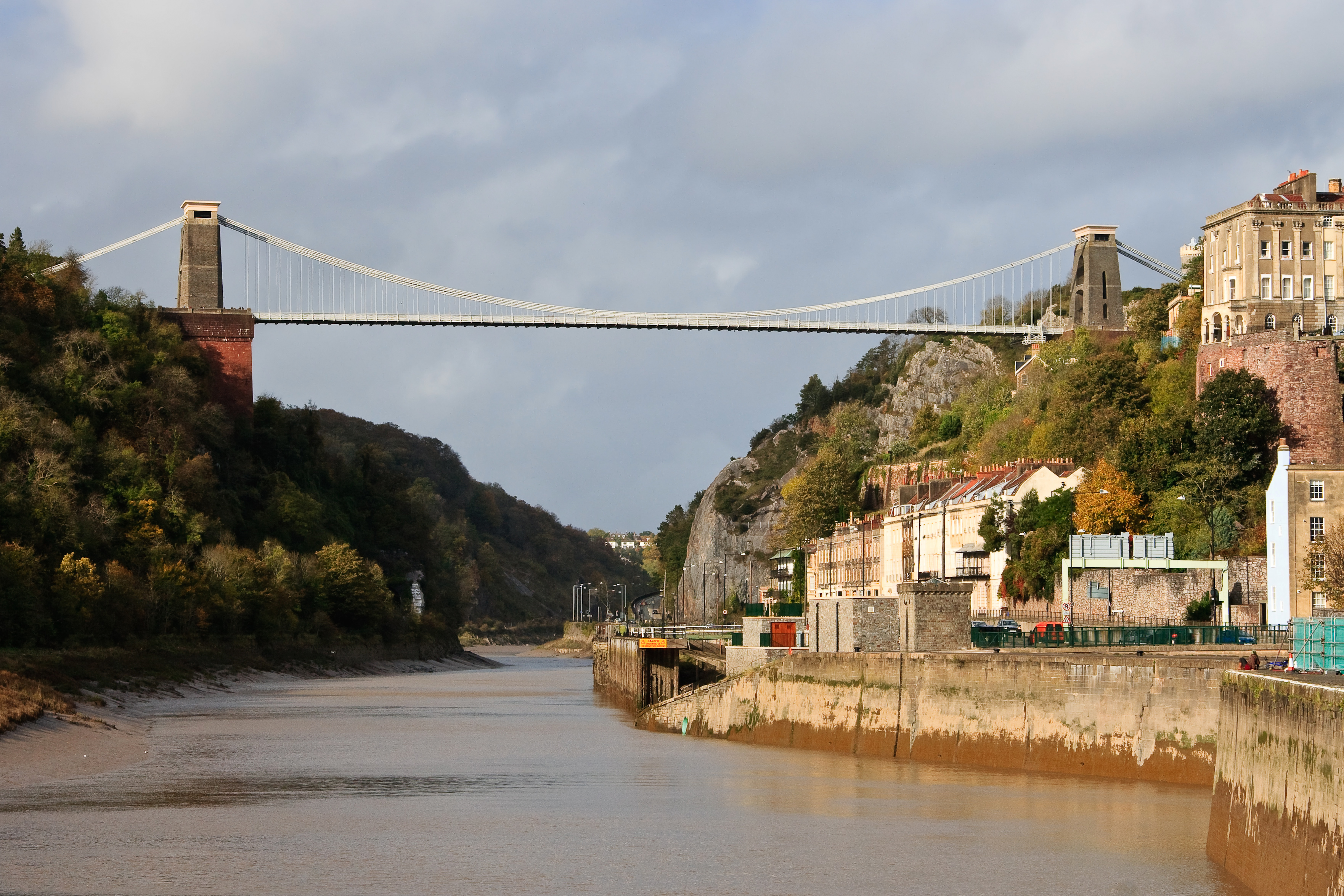
Vista del puente colgante de Clifton, cuyas imágenes de videovigilancia fueron examinadas por la policía...

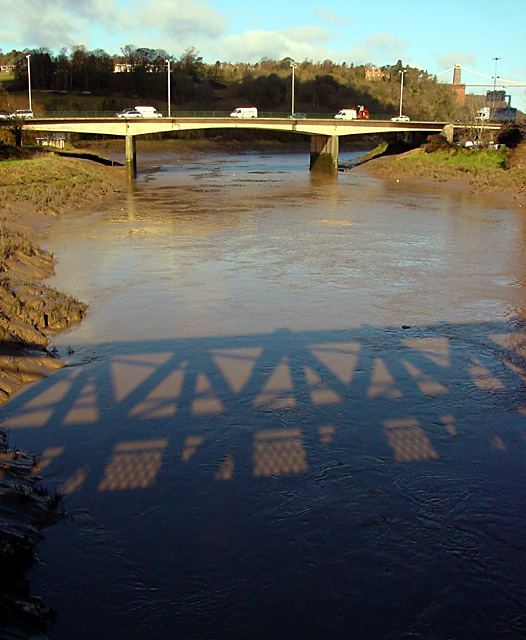
...pero las autoridades sabían que el puente de Avon pudo ser zona de paso, y no contaba con CCTV.

Tras el descubrimiento del cuerpo, los detectives de la Policía de Avon y Somerset emitieron un llamamiento para que se presentara cualquier persona con información sobre la muerte, e investigaron similitudes con otros casos sin resolver. De particular interés para ellos fueron los de Glenis Carruthers, de 20 años, que fue estrangulada en 1974, Melanie Hall, de 25 años, que desapareció en 1996 y cuyo cuerpo fue descubierto trece años después, y Claudia Lawrence, de 35 años, desaparecida en 2009.
Los investigadores identificaron "sorprendentes similitudes" entre los casos de Yeates y Hall, en particular su edad y apariencia, y que habían desaparecido después de regresar a casa después de reunirse con amigos, pero las autoridades minimizaron la posibilidad de tales conexiones. La policía recopiló un video de vigilancia del puente colgante de Clifton, que forma parte de la ruta más directa desde la escena del crimen hasta el suburbio de Clifton, donde Yeates fue vista con vida por última vez. Las imágenes eran de mala calidad, por lo que era imposible distinguir claramente a las personas o los números de registro de los automóviles. Los investigadores sabían que el perpetrador podría haber utilizado un puente alternativo a través del río Avon a menos de una milla al sur para evitar la cobertura de CCTV.
Un examen post mortem comenzó el 26 de diciembre de 2010, aunque los resultados se retrasaron debido al estado congelado del cuerpo. La policía inicialmente pensó que era posible que Yeates muriera congelada porque su cuerpo no mostraba signos visibles de lesiones. Los investigadores anunciaron dos días después, el 28 de diciembre, que el caso se había convertido en una investigación por asesinato, ya que la patóloga que realizó la autopsia determinó que Yeates había muerto como resultado de un estrangulamiento. La autopsia indicó que había muerto "varios días antes de ser descubierta". El examen también confirmó que Yeates no se comió la pizza que había comprado. El inspector jefe detective Jones declaró que la investigación no encontró "ninguna evidencia que sugiera que Joanna fue agredida sexualmente". La policía registró el ordenador portátil y el teléfono móvil de Reardon como parte del procedimiento estándar. Reardon fue descartado como sospechoso y tratado como testigo.
Una joven que asistía a una fiesta en una casa vecina en Canynge Road la noche de la desaparición de Yeates recordó haber escuchado dos fuertes gritos poco después de las 21 horas provenientes de la dirección del piso de Yeates. Otro vecino que vivía detrás de la casa de Yeates dijo que escuchó la voz de una mujer gritar "ayúdame", aunque no recordaba exactamente cuándo había ocurrido el incidente. Los agentes retiraron la puerta principal del apartamento de Yeates para comprobar si había fibras de ropa y pruebas de ADN, y examinaron la posibilidad de que el perpetrador hubiera entrado en el apartamento antes de que Yeates regresara a casa.

### Más consultas
Los oficiales superiores de la investigación pidieron ayuda a la Agencia Nacional de Mejoramiento del Servicio de Policía (NPIA), que brinda experiencia para casos difíciles. El 4 de enero de 2011, un psicólogo forense clínico, que anteriormente había estado involucrado como analista criminal en otros casos de asesinato de alto perfil, se unió a la investigación para ayudar a reducir el número de posibles sospechosos. Jones declaró que sus oficiales habían establecido más de 1 000 líneas de investigación. Jones dijo: "Puedo asegurarles que estamos decididos a resolver este crimen y llevar a los asesinos de Jo ante la justicia". El 5 de enero, Jones anunció que faltaba uno de los calcetines de Yeates cuando la encontraron muerta y que no se había encontrado en la escena del crimen ni en su casa.
La policía lanzó una campaña publicitaria nacional para apelar a los testigos a través de Facebook. La página, establecida el 4 de enero, había recibido casi 250 000 visitas al día siguiente, mientras que las imágenes de CCTV de Yeates se habían visto 120 000 veces en YouTube el 5 de enero.
El 9 de enero de 2011, la parlamentaria laborista por Bristol Este, Kerry McCarthy, apoyó la idea de un proceso público de detección de ADN si la policía lo encontraba útil. La policía de Avon y Somerset había llevado a cabo un análisis masivo de ADN durante la investigación de 1995 sobre la desaparición de Louise Smith. McCarthy sugirió que el proceso de selección debería extenderse más allá de Clifton al área más amplia de Bristol. El ADN que se había encontrado en el cuerpo de Yeates se analizó para determinar un perfil potencial. Los detectives también comenzaron a rastrear los movimientos de varios cientos de agresores sexuales registrados que vivían dentro de su jurisdicción para determinar el paradero de las personas el 17 de diciembre.

### Detenciones y reconstrucción de delitos
Poco después de las 7 horas de la mañana del 30 de diciembre de 2010, Christopher Jefferies, el propietario de Yeates que vivía en otro apartamento en el mismo edificio, fue arrestado bajo sospecha de su asesinato. Fue llevado a una comisaría de policía local para ser interrogado mientras los investigadores forenses inspeccionaban su apartamento. El 31 de diciembre, un alto oficial de policía concedió a los investigadores una prórroga de 12 horas del arresto, lo que les permitió mantenerlo bajo custodia para interrogatorios adicionales. Posteriormente, la policía solicitó a los magistrados nuevas prórrogas que se concedieron el 31 de diciembre y el 1 de enero. Los investigadores pudieron detenerlo como sospechoso hasta por 96 horas, pero lo liberaron bajo fianza después de dos días. El casero contrató los servicios legales del bufete de abogados Stokoe Partnership para actuar en su nombre. El 4 de marzo de 2011, la policía lo liberó de la fianza y declaró que ya no era sospechoso. Posteriormente ganó una suma no revelada en daños por difamación tras la publicación de varios artículos periodísticos en los que se vertían comentarios difamatorios tras su arresto, llegando a recibir una disculpa de la policía de Avon y Somerset por cualquier angustia que le causó durante la investigación.
En enero de 2011, se filmó una reconstrucción del caso en un lugar en Bristol para su transmisión en la edición del 26 de enero del programa de televisión de la BBC Crimewatch. Se contrató a una empresa especializada de la industria cinematográfica para reproducir las condiciones de nieve en el momento de la desaparición de Yeates. La reconstrucción de los últimos movimientos de Yeates se filmó el 18 de enero, y dentro de las 24 horas posteriores a la cobertura de noticias sobre la producción, más de 300 personas se comunicaron con la policía. Un gran avance llevó a los investigadores a creer que el cuerpo de Yeates podría haber sido transportado en una bolsa grande o en una maleta.
La mañana del 20 de enero, la policía de Avon y Somerset arrestó al ingeniero arquitectónico Vincent Tabak, de 32 años, que vivía con su novia en el piso contiguo a Yeates. Sin embargo, las autoridades se negaron a revelar detalles adicionales mientras se interrogaba al sospechoso debido a preocupaciones sobre la polémica cobertura mediática del arresto de Jefferies, que había violado las reglas que rigen lo que se puede informar cuando se arresta a una persona. El arresto de Tabak siguió a una pista anónima de una persona que llamó, poco después de una apelación televisada de los padres de Yeates en Crimewatch. La policía cerró Canynge Road mientras se construían andamios alrededor de la casa de Yeates, y los oficiales sellaron el piso adyacente de Tabak. Los investigadores también registraron la casa cercana de un amigo, donde se creía que se alojaba Tabak, a una milla de distancia. Tabak había sido previamente descartado como sospechoso durante una etapa anterior de la investigación y había regresado a Gran Bretaña de una visita de vacaciones a su familia en los Países Bajos.
Tras el arresto de Tabak, la BBC canceló sus planes de transmitir la recreación de Yeates en Crimewatch. El 31 de enero, se publicaron fotos de Yeates nunca antes vistas a través del sitio web del programa.

### Pruebas de ADN
Las pruebas de ADN fueron realizadas por LGC Forensics, una empresa privada que realiza análisis forenses para investigaciones criminales. Lindsey Lennen, especialista en fluidos corporales y ADN del equipo que analizó las muestras del cuerpo de Yeates, dijo que aunque los hisopos de ADN coincidían con Tabak, no tenían la calidad suficiente para ser evaluados. El equipo implementó un método conocido como DNA SenCE, que mejoraba las muestras de ADN inutilizables mediante la purificación y la concentración: "No pudimos decir si el ADN provenía de la saliva, el semen o incluso el tacto. Pero podríamos decir que la probabilidad de que no ser un partido con Tabak era menos de uno en mil millones".

### Cargo y declaración de homicidio

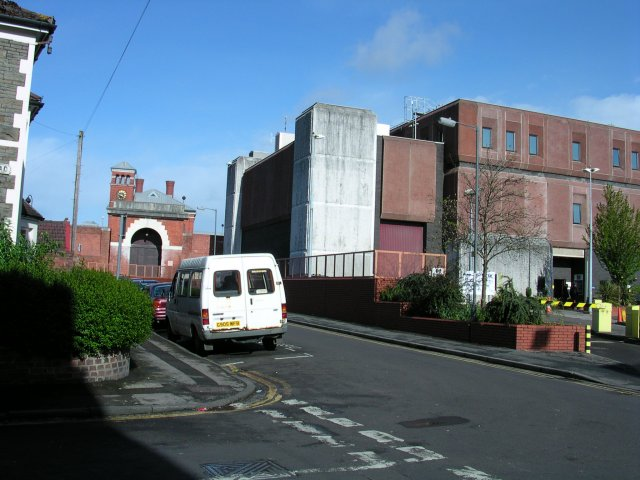
Prisión de Bristol, de la que Vincent Tabak fue traspasado por seguridad.

Tras ser interrogado durante 96 horas desde detención, Tabak fue acusado el 22 de enero de 2011 del asesinato de Joanna Yeates. Apareció brevemente en el Tribunal de Magistrados de Bristol el 24 de enero y fue puesto en prisión preventiva. Tabak, representado legalmente por Paul Cook, se negó a solicitar la libertad bajo fianza durante una audiencia al día siguiente. Fue trasladado de la prisión de Bristol por temor a su seguridad, y fue puesto bajo vigilancia suicida en la prisión de Long Lartin cerca de Evesham. La familia y los amigos de Tabak en los Países Bajos comenzaron a recaudar fondos para su defensa judicial.
Tabak inicialmente sostuvo que no era responsable de la muerte de Joanna Yeates, alegando que la evidencia de ADN que lo vinculaba con el crimen había sido fabricada por funcionarios corruptos. Sin embargo, el 8 de febrero, le dijo a Peter Brotherton, un capellán de la prisión, que la había matado y tenía la intención de declararse culpable.
El 5 de mayo de 2011, Vincent Tabak se declaró culpable del homicidio de Yeates, pero negó haberla asesinado. Su declaración de culpabilidad de homicidio involuntario fue rechazada por la Fiscalía de la Corona. El 20 de septiembre, Tabak compareció en persona en una audiencia previa al juicio en el Tribunal de la Corona de Bristol. Las comparecencias en audiencias anteriores se habían realizado a través de un enlace de video desde la prisión.

### Vincent Taback
Vincent Tabak (nacido el 10 de febrero de 1978) era un ingeniero neerlandés que vivó y trabajó en el Reino Unido desde 2007. Era el menor de cinco hermanos, se crio en Uden, a 34 km al norte de Eindhoven. Su vecino de la infancia, John Massoeurs, lo describió después del juicio como un inteligente solitario "introvertido". Tabak estudió en la Universidad Técnica de Eindhoven a partir de 1996, se graduó con una maestría en arquitectura, construcción y planificación en 2003, luego comenzó un doctorado, cuya tesis fue un estudio de cómo las personas usan el espacio en edificios de oficinas y áreas públicas. El documento se publicó en 2008.
Dejó la universidad en 2007, se trasladó al Reino Unido después de aceptar un trabajo en la sede de Buro Happold, una consultora de ingeniería en Bath, y se instaló en un piso en la ciudad. Trabajó como "analista de flujo de personas", una función que le exigía examinar cómo se mueven las personas en espacios públicos como escuelas, aeropuertos y estadios deportivos. Mientras vivía en Bath, estableció una relación con una mujer que conoció a través del sitio web de citas en línea de The Guardian, Soulmates. Más tarde, el periódico la describió como su primera novia seria; le rindió homenaje en los reconocimientos de su tesis: "Estoy muy feliz de que haya entrado en mi vida". La pareja se mudó a un piso en Canynge Road (Bristol), en junio de 2009. Aunque Joanna Yeates y su pareja se mudaron al piso vecino en Canynge Road a finales de 2010, ella y Tabak no se conocieron antes del 17 de diciembre.
Después de matar a Yeates, Tabak intentó hacer sospechar del asesinato a Jefferies después de ver una transmisión de noticias sobre el caso mientras pasaba el Año Nuevo con familiares en los Países Bajos. Se puso en contacto con la policía de Avon y Somerset para decirles que Jefferies había estado usando su automóvil la noche del 17 de diciembre, y una oficial del CID, Karen Thomas, fue enviada a Ámsterdam para hablar con él. Se reunieron en el Aeropuerto de Ámsterdam-Schiphol el 31 de diciembre, donde Tabak elaboró su historia, pero Thomas comenzó a sospechar de su interés en el trabajo forense que estaba llevando a cabo la policía y porque lo que dijo no coincidía con una declaración anterior.
En los meses previos a la muerte de Yeates, Tabak había usado su ordenador para buscar agencias de acompañantes durante viajes de negocios en el Reino Unido y Estados Unidos, y se comunicó con varias trabajadoras sexuales por teléfono. También vio pornografía violenta en Internet que mostraba a mujeres controladas por hombres, mostrando imágenes de ellas atadas y amordazadas, agarradas por el cuello y estranguladas. Durante la investigación del asesinato, la policía encontró imágenes de una mujer que se parecía mucho a Yeates. En una escena se le mostró subiendo una blusa rosa para exponer su sostén y sus pechos. Cuando se descubrió a Yeates, vestía una blusa rosa con un arreglo similar.
En el juicio de Tabak, el abogado acusador Nigel Lickley argumentó que la evidencia de las actividades de Tabak debería ser proporcionada al jurado: "Podría arrojar luz sobre la necesidad de retener a una mujer el tiempo suficiente y la necesidad de apretar lo suficiente para quitarle la vida". Los detalles de la visualización de pornografía por parte de Tabak no se incluyeron en el caso de la fiscalía ya que el juez creía que no probaba que Tabak hubiera actuado con premeditación.
Después del juicio, se supo que se habían encontrado imágenes pornográficas de niños en el ordenador portátil de Tabak. En diciembre de 2013, la Fiscalía de la Corona anunció que sería procesado por posesión de las imágenes. El 2 de marzo de 2015, Tabak se declaró culpable de poseer más de 100 imágenes indecentes de niños y fue condenado a 10 meses de prisión, que coincidían con su actual sentencia de cadena perpetua por asesinato.

### Juicio
El juicio contra Vincent Tabak comenzó el 4 de octubre de 2011 en el Crown Court de Bristol, en presencia de un jurado. Su abogado fue William Clegg y el fiscal fue Nigel Lickley. Tabak se declaró culpable de homicidio, pero negó el asesinato.
El caso de la fiscalía fue que Tabak había estrangulado a Yeates en su apartamento pocos minutos después de su llegada a casa el 17 de diciembre de 2010, utilizando "fuerza suficiente" para matarla. Los fiscales declararon que Tabak, alrededor de un pie (30 cm) más alto que Yeates, había usado su altura y constitución para dominarla, inmovilizándola contra el suelo por las muñecas, y que había sufrido 43 lesiones distintas en la cabeza, cuello, torso y brazos durante la lucha. Las lesiones incluyeron cortes, contusiones y fractura de nariz. Lickley le dijo al tribunal que la lucha fue larga y que su muerte habría sido lenta y dolorosa. Sin embargo, no ofreció una explicación del razonamiento detrás del ataque inicial de Tabak a Yeates.
Se presentaron pruebas de que Tabak había intentado ocultar el crimen deshaciéndose de su cuerpo. El tribunal escuchó que los hisopos de ADN tomados del cuerpo de Yeates habían proporcionado una coincidencia con Tabak. Las muestras encontradas detrás de las rodillas de sus jeans indicaron que pudo haber sido sostenida por las piernas mientras la cargaban, mientras que las fibras sugerían contacto con el abrigo y el auto de Tabak. Se encontraron manchas de sangre en una pared que daba a una cantera cerca de donde se descubrió Yeates. La fiscalía también dijo que Tabak intentó implicar a Jefferies por el asesinato durante la investigación policial, y que en los días posteriores a la muerte de Yeates, había realizado búsquedas en Internet de temas que incluían el tiempo que tarda un cuerpo en descomponerse.
En su defensa, Tabak afirmó que el asesinato no había tenido una motivación sexual, y le dijo al tribunal que había matado a Yeates mientras intentaba silenciarla después de que ella gritara cuando él trató de besarla. Afirmó que Yeates había hecho un "comentario coqueto" y lo invitó a beber con ella. Dijo que después de que ella gritó, le tapó la boca y le rodeó el cuello con las manos para silenciarla. Negó las sugerencias de una lucha, alegando haber sujetado a Yeates por el cuello con sólo una fuerza mínima, y "...durante unos 20 segundos". Dijo al tribunal que después de arrojar el cuerpo estaba "...en estado de pánico".
El jurado comenzó la deliberación el 26 de octubre y regresó con el veredicto dos días después. El 28 de octubre de 2011, Tabak fue declarado culpable del asesinato de Joanna Yeates por un veredicto mayoritario de 10 a 2. Fue encarcelado de por vida, con una pena mínima de 20 años.

## Controversia mediática
La forma en que los medios de comunicación británicos informaron sobre ciertos aspectos del caso llevó a que se prohibiera temporalmente a la emisora de televisión ITN asistir a conferencias de prensa relacionadas con el caso, y a que el antiguo propietario de Yeates iniciara acciones judiciales contra varios periódicos y el fiscal general.
A raíz de un informe de noticias de televisión el 4 de enero de 2011 que criticaba el manejo de la investigación, la policía de Avon y Somerset prohibió a los reporteros de ITN asistir a una conferencia de prensa convocada para brindar actualizaciones sobre el caso de asesinato. El artículo, presentado por el periodista Geraint Vincent, afirmaba que la policía había avanzado poco en su investigación y cuestionaba si estaban siguiendo los métodos procesales correctos. Un ex detective del escuadrón de asesinatos dijo al informe que no se estaban llevando a cabo "ciertas investigaciones de rutina", como la búsqueda de nuevas pruebas en la escena del crimen. ITN acusó a la policía de intentar "censurar la información que podemos difundir" mientras la policía presentaba una denuncia ante la Oficina de Comunicaciones, calificando la transmisión de "reportajes injustos, ingenuos e irresponsables". Posteriormente, la policía levantó las sanciones contra la cadena, pero dijo que "no dudaría en adoptar tácticas similares en el futuro". También se consideró una acción legal por un tuit que revelaba que Tabak había visto pornografía en Internet que mostraba asfixia erótica y esclavitud.
Escribiendo en el Evening Standard el 5 de enero de 2011, el comentarista Roy Greenslade expresó su preocupación por una serie de artículos negativos que habían aparecido en los periódicos sobre el casero de Yeates, Jefferies, después de su arresto, describiendo la cobertura como "asesinato de personajes a gran escala". Citó varios ejemplos de titulares e historias que se habían publicado, incluido un titular en The Sun que describía a Jefferies, un ex maestro de escuela en Clifton College, como raro, elegante, lascivo y espeluznante; una historia del Daily Express citando a antiguos alumnos no identificados refiriéndose a él como "... una especie de profesor chiflado" que les hizo sentirse "asustados" por su comportamiento "extraño"; y un artículo del Daily Telegraph, que informaba que Jefferies "ha sido descrito por alumnos de Clifton College [...] como un fanático de las películas de vanguardia oscuras y violentas". Jefferies inició acciones legales contra seis periódicos el 21 de abril (The Sun, Daily Mirror, Daily Star, Daily Express, Daily Mail y Daily Record) buscando una indemnización por difamación. Se sostuvo que los medios de comunicación se apresuraron a sacar conclusiones sobre el arresto de Jefferies. Ser un profesor de inglés jubilado que vivía solo, cuya apariencia física y "cabello blanco excéntricamente descuidado" lo hacía destacar, llevó a la gente a creer que se veía como ese tipo. Stephen Moss escribió en The Guardian: "La suposición tácita era que nadie podía parecer tan extraño y ser inocente".
Estuvo representado por Louis Charalambous, del bufete de abogados Simons Muirhead and Burton, quien en 2008 había actuado con éxito para Robert Murat después de que se convirtiera en sospechoso durante la investigación de la desaparición de Madeleine McCann y se enfrentó a un escrutinio similar de los medios. El 29 de julio, Jefferies aceptó daños "sustanciales" por difamación de The Sun, Daily Mirror, Sunday Mirror, Daily Record, Daily Mail, Daily Express, Daily Star y The Scotsman en relación con su cobertura de su arresto. En una entrevista posterior a la condena de Tabak, Jefferies comentó: "Ha ocupado prácticamente un año entero de mi vida, ese período de tiempo ha significado que todo lo demás que normalmente estaría haciendo ha quedado en suspenso". Criticó los planes del gobierno de cambiar la ley de asistencia jurídica, que, según dijo, evitaría que personas con medios limitados emprendan acciones contra los periódicos.
Dominic Grieve, fiscal general de Inglaterra y Gales, declaró el 31 de diciembre de 2010 que estaba considerando emprender acciones en virtud de la Ley de Desacato al Tribunal de 1981 para hacer cumplir la obligación de los medios de comunicación de no prejuzgar un posible juicio futuro. El profesor de criminología David Wilson comentó sobre la resonancia del caso de asesinato en los medios de comunicación nacionales: "Al público británico le encanta una novela policíaca [...] Es algo particularmente británico. Fuimos la primera nación en usar historias de asesinatos para vender periódicos y esa cultura está más arraigada aquí que en otros lugares". Wilson llamó a Yeates, una profesional blanca, una "víctima ideal" para los medios. El 1 de enero, el novio de Yeates, Greg Reardon, comentó sobre la cobertura de los medios en torno al arresto de Jefferies: "La vida de Jo se truncó trágicamente, pero las acusaciones con el dedo y el asesinato de personajes por las redes sociales y de noticias de hombres aún inocentes ha sido vergonzoso".
El 12 de mayo de 2011, el Tribunal Administrativo otorgó al fiscal general permiso para presentar una moción de condena por desacato al tribunal contra The Sun y el Daily Mirror por la forma en que habían informado del arresto de Jefferies. El 29 de julio, el tribunal dictaminó que ambos periódicos habían estado en desacato al tribunal y multó al Daily Mirror con 50 000 libras esterlinas y a The Sun con 18 000 libras. El Lord Presidente del Tribunal Supremo de Inglaterra y Gales, Lord Judge, declaró que "a nuestro juicio, como cuestión de principio, la difamación de un sospechoso bajo arresto es un impedimento potencial para el curso de la justicia". Los editores de ambos diarios posteriormente apelaron sus multas, pero el caso del Daily Mirror fue rechazado por la Corte Suprema el 9 de marzo de 2012, mientras que The Sun retiró su apelación.

### Ramificaciones
El caso de Yeates se mencionó durante un debate parlamentario sobre el proyecto de ley de un miembro privado que habría impuesto una sentencia de seis meses de prisión a cualquier periodista que nombre a un sospechoso no acusado. La legislación propuesta fue introducida en la Cámara de los Comunes en junio de 2010 por Anna Soubry, diputada conservadora de Broxtowe, ex periodista y abogada de derecho penal. En un debate el 4 de febrero de 2011, Soubry expresó que "lo que vimos en Bristol era, en efecto, un frenesí de alimentación y difamación. Gran parte de la cobertura no sólo era completamente irrelevante, pero había un homofóbico tono que encontré profundamente ofensivo. Los insultos contra el hombre estaban fuera de lugar". Ella retiró la propuesta después de encontrar la oposición del gobierno de coalición liderado por los conservadores.
Jefferies dio testimonio de la Investigación Leveson, establecida por el primer ministro David Cameron para investigar la ética y el comportamiento de los medios británicos tras el asunto de la piratería telefónica de News of the World. Jefferies dijo a la investigación que los periodistas lo habían "asediado" después de que la policía lo interrogara; dijo: "Estaba claro que la prensa sensacionalista había decidido que yo era culpable del asesinato de Yeates y parecía decidido a persuadir al público de mi culpa. Se embarcaron en una campaña frenética para ennegrecer mi carácter mediante la publicación de una serie de acusaciones muy serias sobre mí que eran completamente falsas". Al comparecer ante la misma investigación el 16 de enero de 2012, el editor del Daily Mirror, Richard Wallace, describió la cobertura del periódico del arresto de Jefferies como una "marca negra" en su registro de edición.

## Hechos posteriores y responsos
El vicario asociado Dan Clark dirigió un servicio conmemorativo por Yeates en la iglesia de Cristo en Clifton el 2 de enero de 2011. También se rezaron oraciones por ella en la iglesia el 17 de diciembre de 2011, en el primer aniversario de su muerte, mientras que los visitantes dejaron tributos y mensajes de condolencia para su familia. Greg Reardon inició un sitio web de caridad en memoria de Yeates para recaudar fondos en nombre de las familias de las personas desaparecidas. Los amigos y la familia de Yeates plantaron un jardín conmemorativo en Sir Harold Hillier Gardens en Romsey, donde ella había trabajado como estudiante. Building Design Partnership anunció planes para conmemorarla con un monumento en un jardín que había estado diseñando para un nuevo hospital de 430 millones de dólares en Southmead (Bristol).
Otros planes para los monumentos incluían un jardín de recuerdos en el estudio de la firma BDP en Bristol, una antología publicada del trabajo de Yeates y un premio anual de diseño de paisajes que lleva su nombre para los estudiantes de la Universidad de Gloucestershire. BDP anunció que dedicaría un paseo en bicicleta benéfica entre sus oficinas en su 50.º aniversario, y las ganancias se destinarían a organizaciones benéficas seleccionadas por su familia. Yeates dejó una propiedad valorada en 47 000 libras esterlinas, que incluía dinero reservado para comprar una casa con Reardon. Como no había dejado escrita su última voluntad, la suma fue heredada por sus padres.
Tras la liberación de su cuerpo el 31 de enero de 2011, la familia de Yeates organizó su funeral en la iglesia de San Marcos en Ampfield (Hampshire), y la enterraron en el cementerio el 11 de febrero; acudiendo al servicio religioso aproximadamente 300 personas, siendo este dirigido por el vicario Peter Gilks.